# Lea Meyer
Lea Meyer (ur. 16 września 1997 w Löningen) – niemiecka lekkoatletka specjalizująca się w biegach długodystansowych, olimpijka.
Uczestniczka letnich igrzysk olimpijskich w Tokio (2021) – w eliminacyjnym biegu na 3000 m z przeszkodami zajęła 7. miejsce i nie awansowała do finału (ostatecznie została sklasyfikowana na 22. miejscu).
Mistrzyni Niemiec w biegu na 3000 m z przeszkodami (2022).

## Osiągnięcia
| Rok  | Impreza                                   | Miejsce   | Konkurencja                   | Pozycja     | Wynik    |
| ---- | ----------------------------------------- | --------- | ----------------------------- | ----------- | -------- |
| 2013 | Mistrzostwa Europy w biegach przełajowych | Belgrad   | bieg juniorek                 | 55. miejsce | 14,23    |
| 2013 | Mistrzostwa Europy w biegach przełajowych | Belgrad   | drużyna juniorek              | 3. miejsce  |          |
| 2017 | Młodzieżowe mistrzostwa Europy            | Bydgoszcz | bieg na 3000 m z przeszkodami | 6. miejsce  | 9:58,16  |
| 2018 | Mistrzostwa Europy w biegach przełajowych | Tilburg   | bieg młodzieżowców            | 15. miejsce | 21,14    |
| 2018 | Mistrzostwa Europy w biegach przełajowych | Tilburg   | drużyna młodzieżowców         | 1. miejsce  |          |
| 2019 | Młodzieżowe mistrzostwa Europy            | Gävle     | bieg na 3000 m z przeszkodami | 5. miejsce  | 9:55,37  |
| 2019 | Mistrzostwa Europy w biegach przełajowych | Lizbona   | bieg młodzieżowców            | 12. miejsce | 21,53    |
| 2019 | Mistrzostwa Europy w biegach przełajowych | Lizbona   | drużyna młodzieżowców         | 4. miejsce  |          |
| 2021 | Halowe mistrzostwa Europy                 | Toruń     | bieg na 3000 m                | eliminacje  | 9:00,05  |
| 2021 | Igrzyska olimpijskie                      | Tokio     | bieg na 3000 m z przeszkodami | eliminacje  | 9:33,00  |
| 2022 | Mistrzostwa świata                        | Eugene    | bieg na 3000 m z przeszkodami | eliminacje  | 9:30,81  |
| 2022 | Mistrzostwa Europy                        | Monachium | bieg na 3000 m z przeszkodami | 2. miejsce  | 9:15,35  |
| 2023 | I dywizja drużynowych mistrzostw Europy   | Chorzów   | bieg na 5000 m                | 5. miejsce  | 15:33,75 |
| 2024 | Mistrzostwa Europy                        | Rzym      | bieg na 3000 m z przeszkodami | 9. miejsce  | 9:27,85  |
| 2024 | Igrzyska olimpijskie                      | Paryż     | bieg na 3000 m z przeszkodami | 10. miejsce | 9:09,59  |

## Rekordy życiowe
na stadionie:
- bieg na 3000 m – 9:02,25 (31 sierpnia 2021, Rovereto)
- bieg na 5000 m – 15:06,39 (6 maja 2023, Walnut)
- bieg na 2000 m z przeszkodami – 6:16,53 (27 maja 2022, Poznań)
- bieg na 3000 m z przeszkodami – 9:09,59 (6 sierpnia 2024, Paryż)

w hali:
- bieg na 1500 m – 4:11,32 (12 lutego 2023, Dortmund)
- bieg na 3000 m – 8:40,96 (2 lutego 2025, Boston)